# اپیفانی (احساس)
یک درک ناگهانی یا یک اپیفانی (در یونان باستان ἐπιφάνεια، epiphanea، "ظهور، تجلی، نمود برجسته") تجربه‌ای از یک درک ناگهانی و اثرگذار است. این اصطلاح، عموماً برای توصیف پیشرفت غیرمنتظره علمی، نویابی دینی یا فلسفی به کار می‌رود، اما می‌تواند در هر شرایطی که ادراک روشنگرانه منجر به فهم یک مسئله یا حالت، از دیدگاه جدید و عمیق‌تر شده‌است، به کار رود. Epiphanies توسط روانشناسان و سایر محققان، به ویژه کسانی که سعی در مطالعه فرایند نوآوری دارند، مورد مطالعه قرار می‌گیرند.
اپیفانی‌ها مواردی نسبتاً نادر هستند و عموماً یک فرایند تفکر ژرف در مورد یک مسئله را دنبال می‌کنند. اپیفانی غالباً توسط پاره ای از اطلاعات جدید و کلیدی تحریک می‌شود، اما مهم‌تر از آن، برای ایجاد جهش ادراک، اپیفانی نیازمند دانش عمیق زمینه‌ای است. اپیفانی‌های معروف شامل کشف ارشمیدس از روشی برای تعیین حجم یک شیء نامنظم (" یوریکا !") و درک آیزاک نیوتن از ارتباط یک سیب در حال سقوط و ماه در حال گردش در مدار با یک نیروی مشترک، می‌شوند.

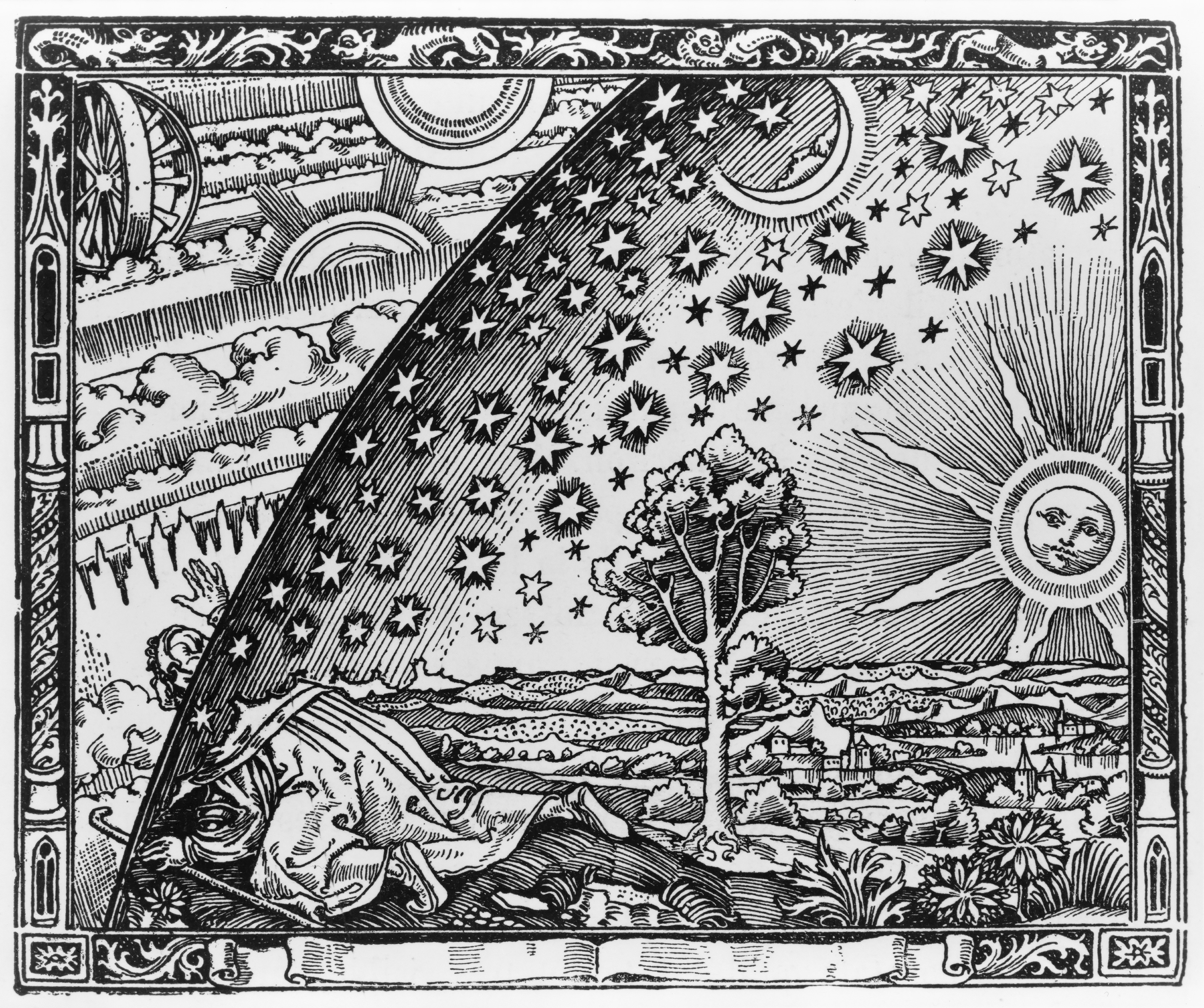
حکاکی Flammarion. از "L'atmosphère"، کتاب ۱۸۸۸